# Majarete
El majarete es un postre típico de algunos países en la cuenca del Caribe como Venezuela, Costa Rica, Cuba, República Dominicana y Puerto Rico. Se prepara a base de fécula de maíz y es una especie de flan o crema.

## Características
Es muy parecido a un flan, mas a diferencia de aquel éste no contiene huevos entre sus ingredientes. La consistencia es debida a la fécula de maíz.

## Elaboración
Para su elaboración se suele emplear leche de coco y fécula de maíz. Esta mezcla se pone a cocer a fuego medio por aproximadamente media hora junto con vainilla, panela, canela en astillas y/o una pizca de sal. Al cabo de ese tiempo, se vierte en un molde espolvoreando con canela molida y dejando enfriar hasta el momento de servir.

## Variantes

### Venezuela
En Venezuela, cuando se elabora con maíz tierno se conoce con el nombre de mazamorra. Algunas personas gustan de tomarlo caliente. En este caso, la mezcla queda como un atol espeso, es decir, no cuaja y se le conoce con el nombre de tequiche (principalmente en la Isla de Margarita).

### Puerto Rico
Este postre no se hace con maíz sino con harina de arroz. La harina de arroz se cocina con azúcar, clavo, canela, vainilla, anís estrellado, nuez moscada, hojas de naranja, leche de coco, crema de coco, leche y algunas personas agregan jengibre y malvaviscos.